# Magnum la radio
 (mai 2019).
Si vous disposez d'ouvrages ou d'articles de référence ou si vous connaissez des sites web de qualité traitant du thème abordé ici, merci de compléter l'article en donnant les références utiles à sa vérifiabilité et en les liant à la section « Notes et références ».
Magnum la Radio est une station de radio régionale française privée de catégorie B, créée le 14 juillet 1986 et membre du GIE Les Indés Radios. Son siège historique se situe à Épinal dans les Vosges.

## Historique
En 1986, c'est sous le nom de Fréquence Magnum que les habitants de l'Ouest vosgien découvrent la radio, sur le 104 MHz. Le statut est associatif, mais son programme plutôt professionnel et bien conçu lui assure très vite un certain succès sur la région.[non neutre]
Rapidement, les ambitions de la station deviennent régionales. En 1995, Magnum la Radio change sa fréquence de Contrexéville en 99.1, et obtient du C.S.A. une nouvelle fréquence à Épinal (94,6). Elle récupère également la fréquence de la défunte RNP (Radio Neufchâteau Plaine, 1985-1992) à Neufchâteau (92,2). Magnum signe également un accord avec R2M (Radio Remiremont Moselle Moselotte, 1985-1997), une radio de Remiremont, pour diffuser son programme avec des décrochages à Remiremont (101,8) et Saint-Dié-des-Vosges (97,2 : fréquence de l'ex Radio Hautes-Vosges, 1982-1995). La collaboration avec R2M ne durera que deux ans et avec la disparition de cette dernière, Magnum ne récupérera que la fréquence de Remiremont et perdra celle de Saint-Dié. En 1997, le réseau Magnum est présent à Vittel-Contrexéville, Neufchâteau et Épinal. L'essentiel du Sud Lorrain est ainsi couvert et la radio bénéficie d'une audience comparable à celle des réseaux nationaux présents sur cette région.
En 2011, le C.S.A. accorde à Magnum de nouvelles fréquences, passant ainsi de 6 à 12 et couvrant désormais l'est des Vosges (Saint-Dié, Gérardmer, La Bresse), une partie de la Haute-Marne (Langres et Chaumont) et signe son arrivée à Nancy (Meurthe-et-Moselle) et ses environs.

## Programmation

### Émissions régulières
En 2018, cette radio présente une forte dominante musicale.

### Événementiel
Outre ses activités radios, Magnum la Radio organise régulièrement des événements comme le Magnum Vittel Live, concert gratuit qui a rassemblé plus de 15 000 spectateurs à Vittel le 31 juillet 2019.

## Diffusion

### En modulation de fréquence
Magnum La Radio utilise la modulation de fréquence pour diffuser ses émissions sur la bande FM. Elle possède actuellement dix fréquences sur trois départements différents : Haute-Marne, Meurthe-et-Moselle et Vosges.

### Par la radio numérique terrestre
Le 5 décembre 2018, Magnum la radio diffuse ses programmes en DAB+ sur l'Alsace avec Strasbourg (Bas-Rhin) et Colmar (Haut-Rhin), et bientôt dans la région de Haguenau, Saverne, Reichshoffen, Niederbronn-les-Bains, Phalsbourg, Ingwiller, Wissembourg et Puberg.
Le 22 mai 2019[réf. nécessaire], le CSA a autorisé la radio à émettre en DAB+ sur Besançon.
Depuis le 29 Juin 2023, Magnum est disponible en DAB+ sur les zones de Nancy, Epinal et Lunéville.

### Synthèse
| Département | Ville et alentours                        | Technique |
| ----------- | ----------------------------------------- | --------- |
| 25          | Besançon                                  | DAB +     |
| 52          | Langres                                   | FM        |
| 52          | Chaumont                                  | FM        |
| 54          | Nancy / Toul / Lunéville / Pont-à-Mousson | FM        |
| 67          | Strasbourg                                | DAB +     |
| 68          | Colmar                                    | DAB +     |
| 88          | Épinal / Golbey / Thaon-les-Vosges        | FM        |
| 88          | Gérardmer / Saint-Dié-des-Vosges          | FM        |
| 88          | La Bresse / Le Thillot / Cornimont        | FM        |
| 88          | Le Tholy                                  | FM        |
| 88          | Neufchâteau / Liffol-le-Grand             | FM        |
| 88          | Remiremont / Saint-Nabord                 | FM        |
| 88          | Vittel / Contrexéville / Mirecourt        | FM        |